# Vụ đánh bom Khan Bani Saad 2015
Một vụ đánh bom xe liều chết diễn ra vào ngày 17 tháng 7 năm 2015 tại một khu chợ ở thị trấn Khan Bani Saad, nơi phần lớn người dân theo Hồi giáo dòng Shiite, khi mọi người đang mua sắm chuẩn bị cho ngày lễ Eid al-Fitr kết thúc tháng Ramadan. Tính đến ngày 19 tháng 7, có khoảng 130 người thiệt mạng, và khoảng 130 người khác bị thương trong vụ đánh bom. Một số người đã thiệt mạng do các tòa nhà bị sập.
Phiến quân Nhà nước Hồi giáo Iraq và Levant (IS) nhận trách nhiệm về vụ đánh bom liều chết nhằm vào "những kẻ bội giáo", với ý nhắc đến người Hồi giáo dòng Shiite. Chúng cho biết đã sử dụng khoảng ba tấn thuốc nổ và gọi đây là hành động trả thù vụ sát hại người Hồi giáo dòng Sunni ở thị trấn Hawija, miền bắc Iraq.